# Charles Wyndham (2e comte d'Egremont)
Charles Wyndham, 2e comte d’Egremont, (19 août 1710 - 21 août 1763), de Orchard Wyndham à Somerset, Petworth House, dans le Sussex, et Egremont House à Mayfair, Londres, est un homme politique britannique qui sert comme secrétaire d'État pour le département du Sud de 1761 à 1763.

## Origines
Il est le fils aîné et l'héritier de William Wyndham, 3e baronnet (c. 1688 - 1740) de Orchard Wyndham, secrétaire de la guerre en 1712, Chancelier de l'Échiquier en 1713 et leader Tory de la Chambre des communes pendant le règne du roi George Ier (1714-1727) et pendant les premières années du roi George II (1727- 1760). Sa mère est Catherine Seymour, fille de Charles Seymour, 6e duc de Somerset (1662-1748), et sœur d'Algernon Seymour (7e duc de Somerset) (1684-1750), créée en 1749, comte d'Egremont et baron Cockermouth, avec reste spécial à son neveu Charles Wyndham.

## Héritage
Il hérite des domaines d'Orchard Wyndham et devient le 4e baron de la mort de son père en 1740 et, en 1750, par un reste spécial devient 2e comte d'Egremont, à la mort de son oncle Algernon Seymour (7e duc de Somerset). Il reçoit comme part de l'héritage de Seymour les anciens domaines Percy, dont le château d'Egremont dans le Cumbria, le château de Leconfield dans le Yorkshire et le palais de Petworth dans le Sussex, reconstruit par le 6e duc. Ceux-ci étaient auparavant la propriété de la Famille de Percy, et sont passés au 7e duc de Somerset de sa mère Elizabeth Percy (décédé 1722), fille et héritière de Josceline Percy (11e comte de Northumberland). Son plus jeune frère est Percy Wyndham-O'Brien (1er comte de Thomond), créé comte de Thomond, devenu l'héritier choisi de Henry O'Brien (8e comte de Thomond) mari sans enfants de la sœur de sa mère (1688-1741).

## Carrière
Il est député de Bridgwater (Somerset) de 1734 à 1741, Appleby (Cumberland) de 1741 à 1747 et de Taunton (Somerset) de 1747 à 1750.
En octobre 1761, il est nommé secrétaire d'État du Département du Sud, en remplacement de William Pitt l'Ancien. Son mandat, au cours duquel il agit de concert avec son beau-frère, George Grenville, est principalement consacré à la déclaration de guerre à l'Espagne et aux négociations de paix avec la France et l'Espagne, dont Wyndham ne semble pas avoir approuvé les termes. Il est également impliqué dans la procédure engagée contre John Wilkes . Il était Lord Lieutenant du Cumberland 1751-1763 et Lord Lieutenant du Sussex 1762-1763.

## Mariage et descendance
Le 12 mars 1750/51, il épouse Alicia Maria Carpenter, fille de George Carpenter (2e baron Carpenter) de Killaghy, et de son épouse Elizabeth Petty. Ils ont :
- George O'Brien Wyndham, 3e comte d'Egremont (1751-1837);
- Elizabeth Alicia Maria Wyndham (1752-1826), qui épouse Henry Herbert (1er comte de Carnarvon)
- Frances Wyndham (1755-1795), qui épouse Charles Marsham (1er comte de Romney)
- Percy Charles Wyndham (23 septembre 1757 - 5 août 1833).
- Charles William Wyndham (8 octobre 1760 - 1er juillet 1828).

Il est décédé le 21 août 1763.